# Ngwenyama
Ngwenyama (también conocido como Ingwenyama) es el título que recibe el gobernante masculino (el rey) de Suazilandia (o de Esuatini). El rey actual es Mswati III.

## Generalidades
Ingwenyama significa "León" en idioma suazi, pero en un sentido honorífico, a diferencia de libhubesi, la forma habitual de referirse a los leones reales. El título también suele ser escrito como Ingwenyama, iNgweyama o ingwenyama, con el perfijo i- (plural ti-, tiNgwenyama) que significa "el rey".
El Ngwenyama es la contraparte de la Indlovukazi (También llamadas Ndlovukati). Las Indovuzaki no puede servir como regentes porque los Ngwenyama deben ser varones. La Indovuzaki suele ser la madre del Ngwenyama.
El presupuesto anual asignado al rey y la casa real asciende a 61 millones de dólares.

## Poderes y potestades

### Económico
En Suazilandia, el Ngwenyama posee el control y la propiedad de todos los minerales en Suazilandia, a excepción de los que pertenecen a las empresas privadas. Como también controla todos los otros aspectos relativo a la minería y la extracción de materiales del subsuelo, el rey ejerce un monopolio sobre esta industria.

### Administrativo
El Ngwenyama puede nombrar a 20 de los miembros del Senado de Suazilandia y a 10 de los miembros de la Cámara de la Asamblea de Suazilandia. El Ngwenyama también es el jefe del sistema judicial, así como preside el Tribunal Supremo de Justicia y el Consejo Nacional Suazi. Los funcionarios locales responsables del gobierno de Suazilandia son designados por el Ngwenyama, o bien sus superiores son nombrados por el Ngwenyama.

### Cultural
El Ngwenyama también tiene poderes en el área cultural concernientes a la asignación de tierras, iniciar reuniones nacionales, desembolsar riquezas, organizar eventos sociales y participar en rituales. El Ngwenyama tiene cantantes de alabanzas reales llamados griots. Los cantantes de alabanzas reales aparecían en eventos públicos y cantaban sobre las virtudes del Ngwenyama. Cualquier delito contra el Ngwenyama o Ndlovukati o sus propiedades son considerados un crimen atroz. Era ilegal usar la misma ropa que el gobernante, usar sus medicinas o estar demasiado cerca de ellos. El adulterio con las Ndlovukati era considerado un crimen de alta traición y los Ngwenyama podían exiliar a cualquier ciudadano por cualquier motivo.

## Importancia religiosa
Durante el Incwala, el Ngwenyama divide el agua sagrada hacia el este y el oeste para señalar el final del año pasado. En el segundo día de Incwala, los jóvenes recogen ramas especiales y las colocarán en un santuario especial. Luego, el Ngwenyama canta junto con sus súbditos en el santuario, reafirmando así su lealtad hacia él. Más tarde, el Ngwenyama enciende el fuego. El propósito del festival es asegurar la prosperidad del Reino de Suazilandia. Según la tradición local, el Ngwenyama también puede provocar lluvias.

## Historia
Sobhuza II jugó un papel importante en la modernización de Suazilandia, no por voluntad propia sino para evitar una revolución que derrocara su régimen. El realista Partido Imbokovdo ha ganado de manera sistemática e ininterrumpida la mayoría de los escaños del Parlamento, obteniendo así el control del gobierno, por lo que el Ngwenyama no tiene por qué preocuparse de la oposición en el gobierno. Así mismo, el rey Mswati III comprometió el tribal sistema de tinkundla, introduciendo lentamente instituciones modernas en el sistemai.

## Sucesión
El Ngwenyama es sucedido por uno de sus hijos varones. El hijo que se convertirá en sucesor será elegido en base a la voluntad de su madre. El Ngwenyama tiene que tener  ingatiyebukoshi, término utilizado para referirse a la sangre de la realeza. Si la tribu de la que es su esposa le da ganado al Ngwenyama, la madre pasa a poseer el título de "Madre de la gente del país", razón por la cual su hijo, heredero al trono, pasa a ser llamado "El Hijo del Pueblo".